# Беке-Чал
Беке-Чал (кирг. Беке-Чал) — село в Токтогульском районе Джалал-Абадской области Кыргызстана. Входит в состав Кетмень-Дебенского айылного аймака.

## География
Село расположено в центральной части области, на берегу Курпсайского водохранилища, на расстоянии приблизительно 52 километров (по прямой) к юго-западу от города Токтогула, административного центра района. Абсолютная высота — 729 метров над уровнем моря.

## Население
Согласно оценочным данным Национального статистического комитета Кыргызской Республики, на начало 2023 года постоянное население в селе отсутствовало.
| год     | 2009 | 2014 | 2015 | 2020 | 2021 | 2023 |
| ------- | ---- | ---- | ---- | ---- | ---- | ---- |
| человек | н/д  | 0    | 0    | 0    | 0    | 0    |